# Ken Sema
Ken Nlata Sema est un footballeur international suédois né le 30 septembre 1993 à Norrköping évoluant au poste de milieu latéral au Paphos FC.

## Biographie
Ken Sema naît en Suède de parents congolais. Son grand frère Maic Sema (en) est également footballeur professionnel.

### En équipe nationale
Convoqué avec la sélection olympique de Suède pour les Jeux olympiques d'été de 2016 organisés au Brésil, Sema rentre en jeu à chacun des trois matchs du premier tour de l'épreuve.
Le 12 janvier 2017, il fait ses débuts avec l'équipe de Suède lors d'un match amical face à la Slovaquie (victoire 6-0).

## Palmarès
Avec Östersunds FK
- Vainqueur de la Coupe de Suède en 2017

 Avec Watford
- Vice-champion d'Angleterre de deuxième division en 2021.

## Statistiques
Le tableau ci-dessous récapitule les statistiques de Ken Sema lors de sa carrière en club :
| Saison                | Club                  | Championnat           | Championnat | Championnat | Coupe(s) nationale(s) | Coupe(s) nationale(s) | Compétition(s) continentale(s) | Compétition(s) continentale(s) | Compétition(s) continentale(s) | Total | Total |
| Saison                | Club                  | Division              | M.          | B.          | M.                    | B.                    | Comp.                          | M.                             | B.                             | M.    | B.    |
| 2013                  | IF Sylvia             | 3                     | 22          | 4           | -                     | -                     | -                              | -                              | -                              | 22    | 4     |
| 2014                  | Ljungskile SK         | 2                     | 32          | 7           | 4                     | 0                     | -                              | -                              | -                              | 36    | 7     |
| 2015                  | Ljungskile SK         | 2                     | 30          | 4           | 4                     | 3                     | -                              | -                              | -                              | 34    | 7     |
| 2016                  | Östersunds FK         | 1                     | 23          | 4           | 3                     | 0                     | -                              | -                              | -                              | 26    | 4     |
| 2017                  | Östersunds FK         | 1                     | 24          | 4           | 5                     | 1                     | C3                             | 9                              | 0                              | 38    | 5     |
| Total sur la carrière | Total sur la carrière | Total sur la carrière | 131         | 23          | 16                    | 4                     | -                              | 9                              | 0                              | 156   | 27    |